# Библиография на Нора Робъртс
Това е списък на книгите на американската авторка Нора Робъртс, публикувани на английски и на български език.

## Поредици

### Ирландски сърца (Irish Hearts)
1. Irish Thoroughbred (1981)
Ирландска магия, изд. „Коломбина прес“, 2000, прев. Людмила Харманджиева
2. Irish Rose (1988)
Ирландска роза, изд. „Коломбина прес“, 1999, прев. Таня Виронова
3. Irish Rebel (2000)
Ирландско сърце, изд. „Коломбина прес“, 2000, прев. Галина Курчатова

- Christmas in Ardmore" (2000), разказ
- Irish Dreams (2007), съдържа 3 и Sullivan's Woman (1984)
- Irish Legacy Trilogy Collection (2013), съдържа 1-3

### Отражения и мечти (Reflections & Dreams)
1. Reflections (1983)
Отражения, изд. „Коломбина прес“, 1999, прев. Катя Георгиева
2. Dance of Dreams (1983)
Танцът на мечтите, изд. „Арлекин България“, 1999, прев. Людмила Харманджиева

- Reflections and Dreams (2001), съдържа 1 и 2

### Макгрегър (The MacGregors)
1. Playing the Odds (1985)
В пламъка на страстта, изд. „Бард“, 1998, 2016, прев. Виктория Нанкинова, Богомил Сеизов
2. Tempting Fate (1985)
Да изкушиш съдбата , изд. „Коломбина прес“, 1998, прев. Людмила Харманджиева
3. All the Possibilities (1985)
Всичко е любов, изд. „Коломбина прес“, 1998; изд. „Бард“, 2016, прев. Катя Георгиева
4. One Man's Art (1985)
Зовът на сърцето, изд. „Коломбина прес“, 1998; изд. „Бард“, 2016, прев. Елена Марина
5. For Now, Forever (1987)
Сега и завинаги, изд. „Хермес“, 2012, прев.
6. Rebellion (1988) – повест, в антологията Forever Mine
Бунтът, изд. „Коломбина прес“, 1999, прев. Галина Курчатова
7. The MacGregor Brides (1997)
Търсачи на щастие, изд. „Коломбина прес“, 1998, прев. Емилия Масларова
8. The Winning Hand (1998)
Джакпот, изд. „Коломбина прес“, 1999, прев. Катя Георгиева
9. The MacGregor Grooms (1998)
Сезони на любовта, изд. „Коломбина прес, 1998, прев. Катя Георгиева
10. The Perfect Neighbor (1999)
Слънчевата Кембъл, изд. „Коломбина прес“, 2000, прев.

- 0.2. In From the Cold (1990), повест – в антологията Historical Christmas Stories
- The MacGregors: Serena ~ Caine (1998), съдържа 1 и 2
- The MacGregors: Alan ~ Grant (1999), съдържа 3 и 4
- The MacGregors: Daniel ~ Ian (1999), съдържа 5 и повестта In from the Cold (1990)
- The MacGregors: Robert ~ Cybil (2007), съдържа 7 и 9

### Велики готвачи (Great Chefs)
1. Summer Desserts (1985)
Сладостта на живота, изд. „Коломбина прес“, 2000, прев. Таня Виронова
2. Lessons Learned (1986)
Въртележка на любовта, изд. „Коломбина прес“, 2000, прев.

- Table for Two (2002), съдържа 1 и 2

### Знаменитости (Celebrity Magazine)
1. Second Nature (1986)
Бъди до мен, изд. „Коломбина прес“, 2003, прев. Цветана Генчева
2. One Summer (1986)
Едно лято, изд. „Коломбина прес“, 2004, прев. Галина Курчатова

- Summer Pleasures (2002), съдържа 1 и 2

### Кралското семейство на Кордина (Cordina's Royal Family)
1. Affaire Royale (1986)
Мечтата на една принцеса, изд. „Коломбина прес“, 2003, прев. Цветана Генчева
2. Command Performance (1987)
Престолонаследникът, изд. „Коломбина прес“, 2003, прев. Мария Иванова
3. The Playboy Prince (1987)
Принцът плейбой, изд. „Коломбина прес“, 2003, прев. Галина Курчатова
4. Cordina's Crown Jewel (1992)
Диамантът в короната, изд. „Коломбина прес“, 2003, прев. Галина Курчатова

- Cordina's Royal Family (2002), съдържа 1-3
- Cordina's Royal Family: Gabriella & Alexander (2006), съдържа 1 и 2
- Cordina's Royal Family: Bennett & Camilla (2006), съдържа 3 и 4

### Свещени грехове (Sacred Sins)
1. Sacred Sins (1987)
Свещени грехове, изд. „Хермес“, 1994; изд. „Бард“, 1998, прев. Виктория Петрова
2. Brazen Virtue (1988)
Безсрамна добродетел, изд. „Хермес“, 1995, 1996, прев. Жулиета Йорданова

### Сестрите О’Хърли (The O'Hurley's)
1. The Last Honest Woman (1988)
Трудна истина, изд. „Коломбина прес“, 1996, прев. Ирина Димитрова
2. Dance to the Piper (1988)
Във вихъра на танца, изд. „Арлекин България“, 1995, прев. Здравка Славянова
3. Skin Deep (1988)
Всичко което блести, изд. „Коломбина прес“, 1996, прев. Здравка Славянова, Теодора Давидова
4. Without a Trace (1990)
Без следа, изд. „Коломбина прес“, 1996, прев. Красимира Абаджиева

- Born O'Hurley (2004), съдържа 1 и 2
- O'Hurley's Return (2005), съдържа 3 и 4

### Историята на Джак (Loving Jack)
1. Loving Jack (1989)
Дни на промени, изд. „Коломбина прес“, 2003, прев. Цветана Генчева
2. Best Laid Plans (1989)
Водопад в пустинята, изд. „Колобина прес“, 2003, прев. Галина Курчатова
3. Lawless (1989)

- Love by Design (2003), съдържа 1-3

### Отново и отново (Time and Again or The Hornblower Bros.)
1. Time Was (1989)
Сега и във времето, изд. „Коломбина прес“, 2004, прев. Бистра Андреева
2. Times Change (1990)
Времената се менят, изд. „Коломбина прес“, 2004, прев. Ана Петкова

- сборник Time and Again (2001), съдържа 1 и 2

### Среднощни истории (Night Tales)
1. Night Shift (1990) – награда „РИТА“
Нощни птици, изд. „Коломбина прес“, 2002, прев.
2. Night Shadow (1991)
Нощни сенки, изд. „Коломбина прес“, 2002, прев.
3. Nightshade (1993) – награда „РИТА“
Нощна тъма, изд. „Коломбина прес“, 2002, прев. Пана А. Барова
4. Night Smoke (1994)
Нощен дим, изд. „Коломбина прес“, 2002, прев. Цветана Генчева
5. Night Shield (2000)
Нощен патрул, изд. „Коломбина прес“, 2002, прев. Галина Курчатова

- Night Tales (2000), съдържа 1-4
- Night Tales [blue] (2005), съдържа 1 и 2
- Night Tales [green] (2005), съдържа 3 и 4
- Night Tales [pink] (2005), съдържа 5 Night Moves (1985)

### Семейство Станисласки или Тези диви украинци (The StanislaskisorThose Wild Ukrainians)
1. Taming Natasha (1990)
Наташа, изд. „Коломбина прес“, 2003; изд. „Сиела“, 2015, прев. Ана Петкова
2. Luring a Lady (1991)
Нежно откритие, изд. „Коломбина прес“, 1997; изд. „Сиела“, 2015, прев. Ирина Димитрова
3. Falling for Rachel (1993)
Съдружник по неволя, изд. „Коломбина прес“, 1996; изд. „Сиела“, 2016, прев. Здравка Славянова
4. Convincing Alex (1994)
Дръзко ченге, изд. „Коломбина прес“, 1996; изд. „Сиела“, 2017, прев. Ирина Димитрова
5. Waiting for Nick (1997)
Единствена моя любов, изд. „Коломбина прес“, 2003; изд. „Сиела“, 2018, прев. Галина Лозанова
6. Considering Kate (2001)
Любима моя Кейт, изд. „Сиела“, 2019, прев. Цветана Генчева

- сборник The Stanislaski Brothers: Mikhail and Alex (2001), съдържа 2 и 4

### Сестрите Калхун (The Calhoun Women)
1. Courting Catherine (1991)
 Да ухажваш Катрин, изд. „Бард“, 2015, прев. Татяна Виронова
2. A Man for Amanda (1991)
Съпруг за Аманда, изд. „Арлекин България“, 1995; изд. „Бард“, 2015, прев. Иво Тутев
3. For the Love of Lilah (1991)
Любовта на Лайла, изд. „Коломбина прес“, 1997; изд. „Бард“, 2015, прев. Иван Масларов
4. Suzanna’s Surrender (1991)
Изумрудите на Бианка, изд. „Коломбина прес“, 1997, прев. Татяна Виронова 
Изборът на Сузана, изд. „Бард“, 2015, прев. Татяна Виронова
5. Megan’s Mate (1996)
Скрити тайни, изд. „Коломбина прес“, 2004, прев. Цветана Генчева
Тайната на Меган, изд. „Бард“, 2016, прев. Цветана Генчева

- The Calhoun Women (1996), съдържа 1-4
- The Calhoun Women: Catherine and Amanda (1998), съдържа 1 и 2
- The Calhoun Women: Lilah and Suzanna (1998), съдържа 3 и 4
- The Calhouns: Catherine, Amanda, & Lilah (2005), съдържа 1-3
- The Calhouns: Suzanna and Megan (2005), съдържа 4 и 5

### Наследството на Донован (The Donovan Legacy)
1. Captivated (1992)
Магьосницата, изд. „Коломбина прес“, 1997, прев. Иван Масларов
2. Entranced (1992)
В плен на магията, изд. „Коломбина прес“, 1996, прев. Емилия Масларова
3. Charmed (1992)
Чародейна сила, изд. „Коломбина прес“, 1997, прев. Катя Георгиева
4. Enchanted (1999)

- The Donovan Legacy (1999), съдържа 1-3
- Charmed & Enchanted (2004), съдържа 3 и 4

### Сестрите Конканън (The Concannon SistersorBorn in Trilogy)
1. Born in Fire (1994)
Родена в пламък, изд. „Бард“, 1996, прев. Ивайла Божанова
Родена в огън, изд. „СББ Медиа“, 2021, прев. Ивайла Божанова
2. Born in Ice (1995) – награда „РИТА“
Родена в лед, изд. „Бард“, 1996, 2021, прев. Ивайла Божанова
3. Born in Shame (1996)
Родена в грях, изд. „Бард“, 1996, 2021, прев. Ивайла Божанова

- сборник Three Complete Novels (1998), съдържа 1-3
- сборник Irish Born (2003), съдържа 1-3

### Братята Макейд (The MacKade Brothers)
1. The Return of Rafe MacKade (1995)
Завръщането на Рейф, изд. „Коломбина прес“, 1998, прев. Ирина Димитрова
2. The Pride of Jared MacKade (1995)
Опасно изкушение, изд. „Коломбина прес“, 1997, прев. Катя Георгиева
3. The Heart of Devin MacKade (1996)
Сърцето на Девин Макейд, изд. „Коломбина прес“, 1998, прев. Теодора Котева
4. The Fall of Shane MacKade (1996)
Падението на Шейн, изд. „Коломбина прес“, 1998, прев. Татяна Виронова

- The MacKade Brothers: Rafe and Jared (2004), съдържа 1 и 2
- The MacKade Brothers: Devin and Shane (2004), съдържа 3 и 4

### Мечти (Dream or Templeton House)
1. Daring to Dream (1996)
Дързост и мечти, изд. „Бард“, 1997, прев. Даниела Кьорчева
2. Holding the Dream (1997)
Тайни и мечти, изд. „Бард“, 1997, прев. Красимира Матева
3. Finding the Dream (1997)
Сбъднати мечти, изд. „Бард“, 1997, прев. Ивайла Божанова

- Three Complete Novels (1999), съдържа 1-3
- Lovers & Dreamers (2004), съдържа 1-3

### Звездите на Митра (Stars of Mithra)
1. Hidden Star (1997)
Скрита звезда, изд. „Коломбина прес“, 2002, прев. Галина Курчатова
2. Captive Star (1997)
Пленена звезда, изд. „Коломбина прес“, 2002, прев. Галина Курчатова
3. Secret Star (1998)
Тайна звезда, изд. „Коломбина прес“, 2002, прев. Галина Курчатова

- Stars (2007), съдържа 1 и 2

### Заливът Чесапийк (Chesapeake BayorQuinn Bros.)
1. Sea Swept (1998)
Пристанище за мъже, изд. „Бард“, 1998; изд. „СББ Медиа“, 2024, прев. Даниела Кьорчева
2. Rising Tides (1998)
Самотни пясъци, изд. „Бард“, 1998; изд. „СББ Медиа“, 2024, прев. Ивайла Божанова
3. Inner Harbor (1998)
Нежни урагани, изд. „Бард“, 1998; изд. „СББ медиа“, 2024, прев. Даниела Кьорчева
4. Chesapeake Blue (2002)
Заливът на тайните, изд. „Бард“, 2003; изд. „СББ Медиа“, 2024, прев. Таня Виронова

- "Christmas with the Quinns” (2000)
Коледата на Куин – разказ
- The Quinn Brothers: Cam & Ethan (2006), съдържа 1 и 2
- The Quinn Legacy: Phillip & Seth (2006), съдържа 3 и 4

### Сага за Ирландия (Irish Trology)
1. Jewels of the Sun (1999)
Даровете на слънцето, изд. „Бард“, 2000; изд. „Санома блясък“, 2022, прев. Ивайла Божанова
2. Tears of the Moon (2000)
Сълзите на луната, изд. „Бард“, 2000; изд. „Санома блясък“, 2022, прев. Ивайла Божанова
3. The Heart of the Sea (2000)
Сърцето на океана, изд. „Бард“, 2000; изд. „Санома блясък“, 2022, прев. Ивайла Божанова

- Heart of the Sea (2000) – разказ

### Островът на трите сестри (Three Sisters Island)
1. Dance upon the Air (2001)
Танц във въздуха, изд. „Хермес“, 2002, прев. Валентина Атанасова
2. Heaven and Earth (2001)
Небе и земя, изд. „Хермес“, 2002, прев. Валентина Атанасова
3. Face the Fire (2002)
Среща с огъня, изд. „Хермес“, 2003, прев. Валентина Атанасова

### Ключове (Key)
1. Key of Light (2003)
Ключът на светлината, изд. „Хермес“, 2003, прев. Валентина Атанасова
2. Key of Knowledge (2003)
Ключът на познанието, изд. „Хермес“, 2004, прев. Валентина Атанасова
3. Key of Valor (2004)
Ключът на познанието, изд. „Хермес“, 2004, прев. Валентина Атанасова

### В градината (In the Garden)
1. Blue Dahlia (2004)
Синя далия, изд. „Хермес“, 2005; изд. „СББ Медиа“, 2023, прев. Валентина Атанасова
2. Black Rose (2005)
Черна роза, изд. „Хермес“, 2005; изд. „СББ Медиа“, 2023, прев. Валентина Атанасова
3. Red Lily (2005)
Червена лилия, изд. „Хермес“, 2006, 2013; изд. „СББ Медиа“, 2023, прев. Валентина Атанасова

### Кръгът (The Cicle)
1. Morrigan's Cross (2006)
Кръстът на Мориган, изд. „Хермес“, 2007, прев. Валентина Атанасова
2. Dance of the Gods (2006)
Танцът на боговете, изд. „Хермес“, 2008, прев. Валентина Атанасова
3. Valley of Silence (2006)
Долината на мълчанието, изд. „Хермес“, 2008, прев. Валентина Атанасова

### Знакът на седемте (Sign of Seven)
1. Blood Brothers (2007)
Кръвни братя, изд. „Хермес“, 2009, прев. Валентина Атанасова-Арнаудова
2. The Hollow (2008)
Град на демони, изд. „Хермес“, 2009, прев. Валентина Атанасова-Арнаудова
3. The Pagan Stone (2008)
Свещеният камък, изд. „Хермес“, 2009, прев. Валентина Атанасова-Арнаудова

### Сватбена агенция (The Bride Quartet)
1. Vision In White (2009)
Видение в бяло, изд. „Хермес“, 2010, 2022, прев. Илвана Гарабедян
2. Bed of Roses (2009)
Легло от рози, изд. „Хермес“, 2010, 2022, прев. Илвана Гарабедян
3. Savor the Moment (2010)
Наслади се на мига, изд. „Хермес“, 2011, 2022, прев. Илвана Гарабедя
4. Happy Ever After (2010)
Щастливи завинаги, изд. „Хермес“, 2011, 2022, прев. Илвана Гарабедя

### Хотелът (Inn Boonsboro)
1. The Next Always (2011)
Сега и завинаги, изд. „Хермес“, 2012, 2020, прев. Илвана Гарабедян
Сега и завинаги, изд. „Коломбина прес“, 1998; изд. „Бард“, 2017, прев. Таня Виронова
2. The Last Boyfriend (2012)
Последният любим, изд. „Хермес“, 2012, 2020, прев. Илвана Гарабедян
3. The Perfect Hope (2012)
От пръв поглед, изд. „Хермес“, 2013, 2021, прев. Илвана Гарабедян

### Родът О'Дуайър (Cousins O'Dwyer)
1. Dark Witch (2013)
Тъмната вещица, изд. Хермес“, 2014, прев. Илвана Гарабедян
2. Shadow Spell (2014)
Магията на сенките, изд. Хермес“, 2014, прев. Илвана Гарабедян
3. Blood Magick (2014)
Магията на кръвта, изд. Хермес“, 2014, прев. Илвана Гарабедян

### Пазителите (Guardians)
1. Stars of Fortune (2015)
Огнената звезда, изд. „Хермес“, 2016, прев. Маргарита Дограмаджиян
2. Bay of Sighs (2016)
Заливът на въздишките, изд. „Хермес“, 2016, прев. Маргарита Дограмаджиян
3. Island of Glass (2016)
Стъкленият остров, изд. „Хермес“, 2017, прев. Маргарита Дограмаджиян

- Island of Glass (2016), съдържа 1 – 3

### Хроники на вестителката (Chronicles of the One)
1. Year One (2017)
Година първа, изд. „Бард“, 2018, прев. Цветана Генчева
2. Of Blood & Bone (2018)
Кръв от кръвта, изд. „Бард“, 2018, прев. Цветана Генчева
3. The Rise of Magicks (2019)
Възраждането на магията, изд. „Бард“, 2020, прев. Цветана Генчева

### Наследството на дракона (The Dragonheart Legacy)
1. The Awakening (2020)
Пробуждане, изд. „Хермес“, 2021, прев. Стоянка Карачанова
2. The Becoming (2021)
Превръщане, изд. „Хермес“, 2022, прев. Стоянка Карачанова
3. The Choice (2022)
Избор, изд. „Хермес“, 2020, прев. Стоянка Карачанова

### Прокълнати булки (The Lost Bride)
1. Inheritance (2023)
Наследството, изд. „Хермес“, 2024, прев. Валентина Атанасова-Арнаудова
2. The Mirror (2024)
Огледалото, изд. „Хермес“, 2025, прев. Валентина Атанасова-Арнаудова
3. The Seven Rings (2025)

## Самостоятелни романи
- Blithe Images (1982)
Образи, изд. „Коломбина прес“, 2001, прев. Галина Курчатова
- Heart's Victory (1982)
Победа на сърцето, изд. „Коломбина прес“, 2000, прев. Таня Виронова
- Island of Flowers (1982)
Островът на цветята, изд. „Коломбина прес“, 2000, прев.
- Search for Love (1982)
Френска връзка, изд. „Коломбина прес“, 1999, прев. Ирина Димитрова
- Song of the West (1982)
Песента на сърцето, изд. „Коломбина прес“, 2001, прев.
- Her Mother's Keeper или From This Day (1983)
Любов край езерото, изд. „Коломбина прес“, 1999, прев.
- From This Day или Her Mother's Keeper (1983)
С мисъл за теб, изд. „Коломбина прес“, 1999, прев. Искра Мекчуева
- Once More with Feeling (1983)
Изпитание на чувствата, изд. „Коломбина прес“, 2002, прев. Елена Кънчева
- Tonight and Always (1983)
Тази нощ и завинаги, в Нощи завинаги, изд. „Бард“, 1998, прев. Даниела Кьорчева
- The Magic Moment (1983)
Посланието, изд. „Коломбина прес“, 2001, прев. Екатерина Георгиева
- Untamed (1983)
Опасен огън, изд. „Коломбина прес“, 2001, прев. Елена Кънчева
- Endings and Beginnings (1984)
Край и начало, в Нощи завинаги, изд. „Бард“, 1998, прев. Даниела Кьорчева
- First Impressions (1984)
От пръв поглед, изд. „Хермес“, 2013, прев. Илвана Гарабедян
- The Law is a Lady (1984)
Любов и закон, изд. „Коломбина прес“, 1999, прев. Михаил Михайлов
- Less of a Stranger (1984)
Лунапарк, изд. „Коломбина прес“, 2003, прев. Галина Курчатова
- A Matter of Choice (1984)
Въпрос на избор, в Нощи завинаги, изд. „Бард“, 1998, прев. Даниела Кьорчева
- Opposites Attract (1984)
Фатално привличане, изд. „Коломбина прес“, 1999, прев. Таня Виронова
- Promise Me Tomorrow (1984)
- Rules of the Game (1984)
Правилата на играта, изд. „Коломбина прес“, 1999, прев. Антоанета Баева
- Storm Warning (1984)
Предчувствие за буря, изд. „Коломбина прес“, 1999, прев. Таня Виронова
- Sullivan’s Woman (1984)
Жената на Съливан, изд. „Коломбина прес“, 1999, прев. Галина Курчатова
- Boundary Lines (1985)
Да прескочиш границите, изд. „Коломбина прес“, 2002, прев. Марта Арабаджиева
- Dual Image (1985)
Двоен образ, изд. „Коломбина прес“, 2001, прев. Марта Арабаджиева
- Night Moves (1985)
Защото те обичам, изд. „Коломбина прес“, 1999, прев. Катя Георгиева
- Partners (1985)
Партньори, изд. „Коломбина прес“, 1994, прев. Таня Виронова
- The Right Path (1985)
Верният път, изд. „Коломбина прес“, 2000, прев. Елена Кънчева
- The Art of Deception (1986)
Картината, изд. „Коломбина прес“, 2000, прев. Марта Арабаджиева
- Risky Business (1986)
Карибски романс, изд. „Коломбина прес“, 2001, прев. Елена Кънчева
- Treasures Lost, Treasures Found (1986)
Съкровището, изд. „Коломбина прес“, 2002, прев.
- A Will and a Way (1986)
Завещанието, изд. „Коломбина прес“, 2003, прев. Мария Иванова
- Hot Ice (1987)
Горещ лед, изд. „Гал-Ико“, 1994, 1996; изд. „Бард“, 1999, прев. Васил Ушев
- Mind Over Matter (1987)
Дух и материя, изд. „Коломбина прес“, 2001, прев. Галина Курчатова
- Temptation (1987)
Забраненият плод, изд. „Коломбина прес“, 2001, прев.
- Local Hero (1988)
Героят на Радли, изд. „Коломбина прес“, 2001, прев.
- Name of the Game (1988)
Играй, за да спечелиш, изд. „Коломбина прес“, 2001, прев. Елена Кънчева
- Gabriel’s Angel (1989)
Ангел хранител, изд. „Коломбина прес“, 2001, прев.
- Sweet Revenge (1988)
Ледена страст, изд. „Ведрина“, 1994; изд. Бард“, 1998, прев. Ива Балканска
- The Welcoming (1989) 
Опасна игра, изд. „Коломбина прес“, 1997, прев. Татяна Виронова
- Public Secrets (1990)
Публични тайни, изд. „Ведрина“, 1993, 1996; изд. „Бард“, 1998, 2017, прев. Райна Чернева
- Genuine lies (1991)
Искрени лъжи, изд. „Дими-Т“, 1994, 1996, прев. Людмила Евтимова
Искрени лъжи, изд. „Бард“, 1999, прев. Таня Кирилова
- Carnal innocence (1992)
Порочна невинност, изд. „Дими-Т“, 1995; изд. „Бард“, 1998, 2008, 2017, 2019, прев. Диана Кутева, Стамен Стойчев
- Divine Evil (1992) – награда „РИТА“
Божествено зло, изд. „Бард“, 1995, 2007, прев. Стоян Медникаров
- Honest Illusions (1992)
Честни илюзии, изд. „Жар“, 1995; изд. „Бард“, 1999, прев. Евгения Камова
- Unfinished Business (1992)
Незавършена соната, изд. „Коломбина прес“, 2001, прев. Галина Курчатова
- Private Scandals (1993) – награда „РИТА“
Частни скандали, изд. „Бард“, 1995, 1998, 2018, прев. Цветелина Дечева, Юлия Чернева
- Hidden Riches (1994) – награда „РИТА“
Скрити богатства, изд. „Бард“, 1995, 2018, прев. Павел Талев
- True Betrayals (1995)
Честни предателства, изд. „Бард“, 1996, прев. Даниела Кьорчева
- Montana Sky (1996)
Горчиво небе, изд. „Бард“, 1996; изд. „Хермес“, 2018, прев. Диана Кутева
- Sanctuary (1996)
Красива и мъртва, изд. „Бард“, 1997, 2008, прев. Диана Кутева, Стамен Стойчев
- Homeport (1998)
Тиха клопка, изд. „Бард“, 1998, 2008, прев. Ивайла Божанова
- The Reef (1998)
Проклятието на Анжелик, изд. „Бард“, 1999, 2006, прев. Милена Илиева
- River's end (1999)
Краят на реката, изд. „Бард“, 2000, прев. Йорданка Пенкова
- Carolina Moon (2000) – награда „РИТА“
Брегът на тъмната вода, изд. „Бард“, 2001, 2019, прев. Таня Виронова
- Midnight bayou (2001)
Полунощ в стаята на сенките, изд. „Бард“, 2002, прев. Елена Чизмарова
- The Villa (2001)
Отрова, изд. „Бард“, 2002, прев. Таня Виронова
- Three Fates (2002) – награда „РИТА“
Море от обърнати сърца, изд. „Бард“, 2002, прев. Елена Чизмарова 
Нишките на съдбата, изд. „СББ Медиа“, 2023, прев. Елена Чизмарова
- Birthright (2003) – награда „РИТА“
Въглени в мъртва пепел, изд. „Бард“, 2004, 2020, прев. Таня Виронова
- Remember when (2003) – награда „РИТА“
Възкръснало минало, изд. „Хермес“, 2004, прев. Валентина Атанасова
- Northern Lights (2004)
Далече на север, изд. „Бард“, 2005, прев. Мариана Димитрова
- Blue Smoke (2005)
Стъпки от огън, изд. „Бард“, 2006, 2020, прев. Таня Виронова
- The Best Mistake (2005)
- Angels Fall (2006)
Смърт край Змийската река, изд. „Бард“, 2007, прев. Елена Чизмарова
- High Noon (2007)
Точно по пладне, изд. „Бард“, 2007; изд. „СББ Медиа“, 2020, прев. Ивайла Божанова
- Tribute (2008) – награда „РИТА“
Как ангелите плачат, изд. „Бард“, 2009, прев. Диана Кутева, Стамен Стойчев
- Black Hills (2009)
Черните хълмове, изд. „Бард“, 2009, прев. Мариана Христова
- The Search (2010)
Аленият шал на смъртта, изд. „Бард“, 2010; изд. „Санома блясък“, 2022, прев. Цветана Генчева
- Chasing Fire (2011)
Окото на пламъка, изд. „Бард“, 2011, прев. Диана Кутева и Стамен Стойчев
- The Witness (2012)
Свидетелката, изд. „Бард“, 2012; изд. „СББ Медиа“, 2020, прев. Цветана Генчева
- Whiskey Beach (2013)
Уиски Бийч, изд. „Бард“, 2012, прев. Весела Ангелова
- The Collector (2015)
Колекционерът, изд. „Бард“, 2014, прев. Диана Кутева, Стамен Стойчев
- The Liar (2015)
Лъжецът, изд. „Бард“, 2015, прев. Цветана Генчева
- The Obsession (2016)
Мания, изд. „Бард“, 2016, прев. Цветана Генчева
- Come Sundown (2017)
Завръщане към залеза, изд. „Бард“, 2017, прев. Весела Ангелова
- Shelter in Place (2018)
Островът на ранените души, изд. „Бард“, 2018, прев. Елена Любенова Кодинова
- Under Currents (2019)
Подводни течения, изд. „Бард“, 2019, прев. Катя Перчинкова
- Hideaway (2020)
Убежище, изд. „Бард“, 2020, прев. Цветана Генчева
- Legacy (2021)
Дълго пазени тайни, изд. „Бард“, 2021, прев. Цветана Генчева
- Nightwork (2022)
Под прикритието на нощта, изд. „Бард“, 2022, прев. Катя Перчинкова
- Identity (2023)
Самоличност, изд. „Бард“, 2023, прев. Катя Перчинкова
- Mind Games (2024)
Дарбата, изд. „Бард“, 2024, прев. Милена Илиева
- Hidden Nature (2025)

## Повести

### Имало едно време (Once Upon)
1. Spellbound (1998, 2005)
Магията, в: Замъкът на обречените, изд. „Бард“, 1999, прев. Диана Кутева, Стамен Стойчев
2. Ever After (1999)
3. In Dreams (2000), в сборника Once Upon A Dream
4. Winter Rose (2001), в сборника Once Upon A Rose
5. A World Apart (2002)
6. The Witching Hour (2003)

- A Little Magic (2002), съдържа 1, 2 и 3
- A Little Fate (2004), съдържа 4, 5 и 6

### Самостоятелни
- Home for Christmas (1986)
Дом за Колева, в Коледна магия, изд. „Арлекин България“, 1992
- Impulse (1989), в антологията Silhouette Summer Sizzlers
- In From the Cold (1990). в антологията Historical Christmas Stories 1990
- All I Want for Christmas (1994), в антологията Jingle Bells, Wedding Bells
- The Best Mistake (1994), в антологията Birds, Bees and Babies '94
- Chapter 2 (2001), от сборника Naked Came the Phoenix

## Сборници
- From the Heart (1988)
Нощи завинаги, изд. „Бард“, 1998, прев. Даниела Кьорчева (съдържа Тази нощ и завинаги. Въпрос на избор. Край и начало)
- Three Complete Novels (2000), съдържа Honest Illusions (1992), Private Scandals (1993), and Hidden Riches (1994)
- Three Complete Novels (2001), съдържа True Betrayals (1996), Montana Sky (1996), and Sanctuary (1997)
- Dangerous (2002), съдържа Risky Business (1986), Storm Warning (1984), and The Welcoming (1989)
- Going Home (2002). съдържа Mind Over Matter (1987), Unfinished Business (1992), and Island of Flowers (1982)
- Engaging the Enemy (2003), съдържа A Will and A Way (1986) и Boundary Lines (1985)
- Mysterious (2003), съдържа Search for Love (1982), This Magic Moment (1983), and The Right Path (1985)
- Suspicious (2003), съдържа Partners (1985), The Art of Deception (1986) и Night Moves (1985)
- Truly, Madly Manhattan (2003), съдържа Dual Image (1985) и Local Hero (1988)
- Two of a Kind (2003), съдържа Impulse (1989) и The Best Mistake (1994)
- The Gift (2004), съдържа Home for Christmas (1986) и All I Want for Christmas (1994)
- Reunion (2004), съдържа Once More with Feeling (1983) и Treasures Lost, Treasures Found (1986)
- Winner Takes All (2004), съдържа Rules of the Game (1984) и The Name of the Game (1988)
- With Open Arms (2004), съдържа Song of the West (1982) и Her Mother's Keeper (1983)
- Rules of Play (2005), съдържа Opposites Attract (1984) and The Heart's Victory (?, 1982)
- Dream Makers (2006)
- First Impressions (2008), съдържа "First Impressions" (1984) and "Blithe Images" (1982)
- Treasures (2008), съдържа "Secret Star" (1998) и "Treasures Lost, Treasures Found" (1986)
- The Law of Love (2009), съдържа "Lawless" (1989) и "The Law is a Lady" (1984)
- Windfall (2009), съдържа "Impulse" (1989) и "Temptation" (1984)
- Worth the Risk (2009), съдържа "Partners" (1985) и "The Art of Deception" (1986)
- Secrets and Sunsets (2010), съдържа "Risky Business" (1986) и "Mind Over Matter" (1987)

## Като Дж. Б. Роб

### В смъртта (In Death)
романи и повести
1. Naked in death (1994)
Гола в смъртта, изд. „Златорогъ“, 1996, прев. Емилия Николова
2. Glory in Death (1995)
Прослава в смъртта, изд. „Златорогъ“, 1996, прев. Весела Прошкова
3. Immortal in Death (1996)
Безсмъртие в смъртта, изд. „Златорогъ“, 1997, прев. Весела Прошкова
4. Rapture in death (1996)
Екстаз в смъртта, изд. „Златорогъ“, 1997, прев. Весела Прошкова
5. Ceremony in Death (1997)
Ритуал в смъртта, изд. „Златорогъ“, 1997, прев. Весела Прошкова
6. Vengeance in Death (1997)
Отмъщение в смъртта, изд. „Златорогъ“, 1997, прев. Весела Богомилова
7. Holiday in Death (1999)
Празник в смъртта, изд. „Златорогъ“, 1998, прев. Весела Прошкова
8. Conspiracy in Death (1999)
Заговор в смъртта, изд. „Златорогъ“, 1998, прев. Весела Прошкова
9. Loyalty in Death (1999)
Вярност в смъртта, изд. „Златорогъ“, 1998, прев. Весела Прошкова
10. Witness in Death (2000)
Свидетел в смъртта, изд. „Златорогъ“, 1999, прев. Весела Прошкова
11. Judgment in Death (2000)
Присъда в смъртта, изд. „Златорогъ“, 2000, прев. Весела Прошкова
12. Betrayal in death (2001)
Предателство в смъртта, изд. „Хермес“, 2013, прев. Валентина Атанасова-Арнаудова
13. Seduction in Death (2001)
Прелъстяване в смъртта, изд. „Златорогъ“, 2001, прев. Весела Прошкова
14. Reunion in Death (2002)
Завръщане в смъртта, изд. „Златорогъ“, 2001, прев. Весела Прошкова
15. Purity in Death (2002)
Защита в смъртта, изд. „Златорогъ“, 2002, прев. Весела Прошкова
16. Portrait in Death (2003)
Портрет в смъртта, изд. „Златорогъ“, 2003, прев. Весела Прошкова
17. Imitation in Death (2003)
Имитация в смъртта, изд. „Златорогъ“, 2003, прев. Петя Петкова
18. Divided in Death (2004)
Разделени в смъртта, изд. „Златорогъ“, 2004, прев. Боряна Семкова-Вулова
19. Visions in Death (2004)
Видения в смъртта, изд. „Златорогъ“, 2004, прев. Весела Прошкова
20. Survivor in Death (2005) – награда „РИТА“
Оцеляване в смъртта, изд. „Златорогъ“, 2005, прев. Весела Прошкова
21. Origin in Death (2005)
22. Memory in Death (2006)
Спомени в смъртта, изд. „Хермес“, 2006, прев. Валентина Атанасова
23. Born in Death (2006)
Родени в смъртта, изд. „Хермес“, 2006, прев. Диана Кутева, Стамен Стойчев
24. Innocent in Death (2007)
Невинни в смъртта, изд. „Хермес“, 2007, прев. Валентина Атанасова
25. Creation in Death (2008)
Създадени в смъртта, изд. „Хермес“, 2008, прев. Валентина Атанасова-Арнаудова
26. Strangers in Death (2008)
27. Salvation in Death (2008)
Спасение в смъртта, изд. „Хермес“, 2009, прев. Стоянка Лазарова
28. Promises in Death (2009)
Обещания в смъртта, изд. „Хермес“, 2012, Валентина Атанасова-Арнаудова
29. Kidred in Death (2009)
Сродници в смъртта, изд. „Хермес“, 2011, Валентина Атанасова-Арнаудова
30. Fantasy in Death (2010)
Фантазии в смъртта, изд. „Хермес“, 2011, Валентина Атанасова-Арнаудова
31. Indulgence in Death (2010)
Наслада в смъртта, изд. „Хермес“, 2010, Валентина Атанасова-Арнаудова
32. Treachery in Death (2011)
Предателство в смъртта, изд. „Хермес“, 2013, прев. Валентина Атанасова-Арнаудова
33. New York to Dallas (2011) – награда „РИТА“
Далас в смъртта, изд. „Хермес“, 2014, прев. Нина Руева
34. Celebrity in Death (2012)
Слава в смъртта, изд. „Хермес“, 2015, прев. Валентина Атанасова-Арнаудова
35. Delusion in Death (2012)
Илюзии в смъртта, изд. Хермес“, 2015, прев. Валентина Атанасова-Арнаудова
36. Calculated in Death (2013)
Алчност в смъртта, изд. „Хермес“, 2018, прев. Валентина Атанасова-Арнаудова, Илвана Гарабедян
37. Thankless in Death (2013)
Неблагодарност в смъртта, изд. „Хермес“, 2019, прев. Мария Демирева
38. Concealed in Death (2014) – награда „РИТА“
Скрити в смъртта, изд. „Хермес“, 2020, прев. Мария Демирева
39. Festive in Death (2014)
Празници в смъртта, изд. „Хермес“, 2021, прев. Мария Демирева
40. Obsession in Death (2015)
Обсебени в смъртта, изд. „Хермес“, 2022, прев. Мария Демирева
41. Devoted in Death (2015)
Отдадени в смъртта, изд. „Хермес“, 2023, прев. Валентина Атанасова-Арнаудова
42. Brotherhood in Death (2016)
Братство в смъртта, изд. „Хермес“, 2024, прев. Мария Демирева
43. Apprentice in Death (2016)
Снайперисти в смъртта, изд. „Хермес“, 2025, прев. Юрий Лучев
44. Echoes in Death (2017)
45. Secrets in Death (2017)
46. Dark in Death (2018)
47. Leverage in Death (2018)
48. Connections in Death (2019)
49. Vendetta in Death (2019)
50. Golden in Death (2020)
51. Shadows in Death (2020)
52. Faithless in Death (2021)
53. Forgotten in Death (2021)
54. Abandoned in Death (2022)
55. Desperation in Death (2022)
56. Encore in Death (2023)
57. Payback in Death (2023)
58. Random in Death (2024)
59. Passions in Death (2024)
60. Bonded in Death (2025)

- 7.5 Midnight in Death (1998) – повест, в сборника Silent Night 
Полунощ в смъртта, изд. „Златорогъ“, 1996, прев. Весела Прошкова
- 12.5 Interlude in Death (2001) – повест, в сборника Out of this World
- 22.5 Haunted in Death (2006) – разказ, в сборника Bump in the Night
- 24.5 Eternity in Death (2007) – разказ, в сборника Dead of Night
- 27.5 Ritual in Death (2008) – разказ, в сборника Suite 606
- 29.5 Missing in Death (2009) – разказ, в сборника The Lost
- 33.5 Chaos in Death (2011) – повест, в сборника The Unquiet
- 37.5 Taken in Death (2011) – разказ, в сборника Mirror, Mirror
- 41.5 "Wonderment in Death" (2015) – повест, в сборника Down the Rabbit Hole
- Three in Death (2008), съдържа Interlude in Death (2001), Midnight in Death (1998) и Haunted in Death (2006)
- Time of Death (2011), съдържа Eternity in Death (2007), Ritual in Death (2008), Missing in Death (2009)

## Като Джил Марч
- Melodies of Love (1982)